# 奧都萬
奧都萬，又稱奧杜韋文化（Oldowan）、模式I，是在史前普遍使用的一種石器的工業考古學（Industrial Archeology）風格。這些早期的工具十分簡易，其典型技術特徵為「砍砸器」。砍砸器是從石核的部分表面去除石片，形成用於切割、砍砸和刮削的鋒利邊緣，對於從石核敲出的石片所進行的表面微觀分析表明，某些石片也作為切割植物和屠宰動物的工具。在舊石器時代初期（260萬年前至至少170萬年前）非洲、南亞、中東和歐洲大部分地區的古人類（早期人類）皆使用過奧都萬工具。緊隨在該技術工業之後的是更為複雜的阿舍利工業（在衣索比亞阿法爾地區戈納有兩個與直立人有關的遺址，分別距今150萬年和126萬年，遺址兼具奧都萬及阿舍利工具）。
「奧都萬」（Oldowan）一詞取自坦尚尼亞的奧杜維峽谷遺址，考古學家路易斯·李奇於1930年代在那裡發現了第一批奧都萬石器。然而，當代一些考古學家和古人類學家更傾向於用「模式1」工具一詞來指稱礫石工具工業（包括奧都萬），「模式2」指稱雙面加工工具（包括阿舍利手斧），「模式3」指稱準備好核心之工具（最著名的是勒瓦娄哇技法），等等。
目前對奧都萬工具的分類仍有所爭議。瑪麗·李奇是第一個建立系統對奧都萬聚簇（assemblage）進行分類的人，並根據規定的用途建立了她的系統，該系統包括砍砸器、刮削器和捶打器。然而，由於對人造石器用途的假設仍存在問題，近期對奧都萬聚簇的分類主要集中在製品方面。例如，Isaac等人的三類別：「打製修理類」（Flaked pieces，石核/砍砸器）、「廢片類」（Detached  pieces，石片和碎片）、「打擊類」（Pounded  pieces，用於錘打的礫石等）和 「未經打擊的產品」（運送至遺址的石塊）。奧都萬工具有時被稱為「礫石工具」，之所以如此命名，是因為生產所選的胚料已經很像礫石形式的最終產品。
目前尚未弄清楚是哪一種類人猿創造並使用了奧都萬工具，通常奧都萬工具的出現與驚奇南方古猿這個物種有關，並與能人和匠人等早期人屬物種一起蓬勃發展。早期直立人似乎繼承了奧都萬技術，並在170萬年前開始將其完善為阿舍利工業。

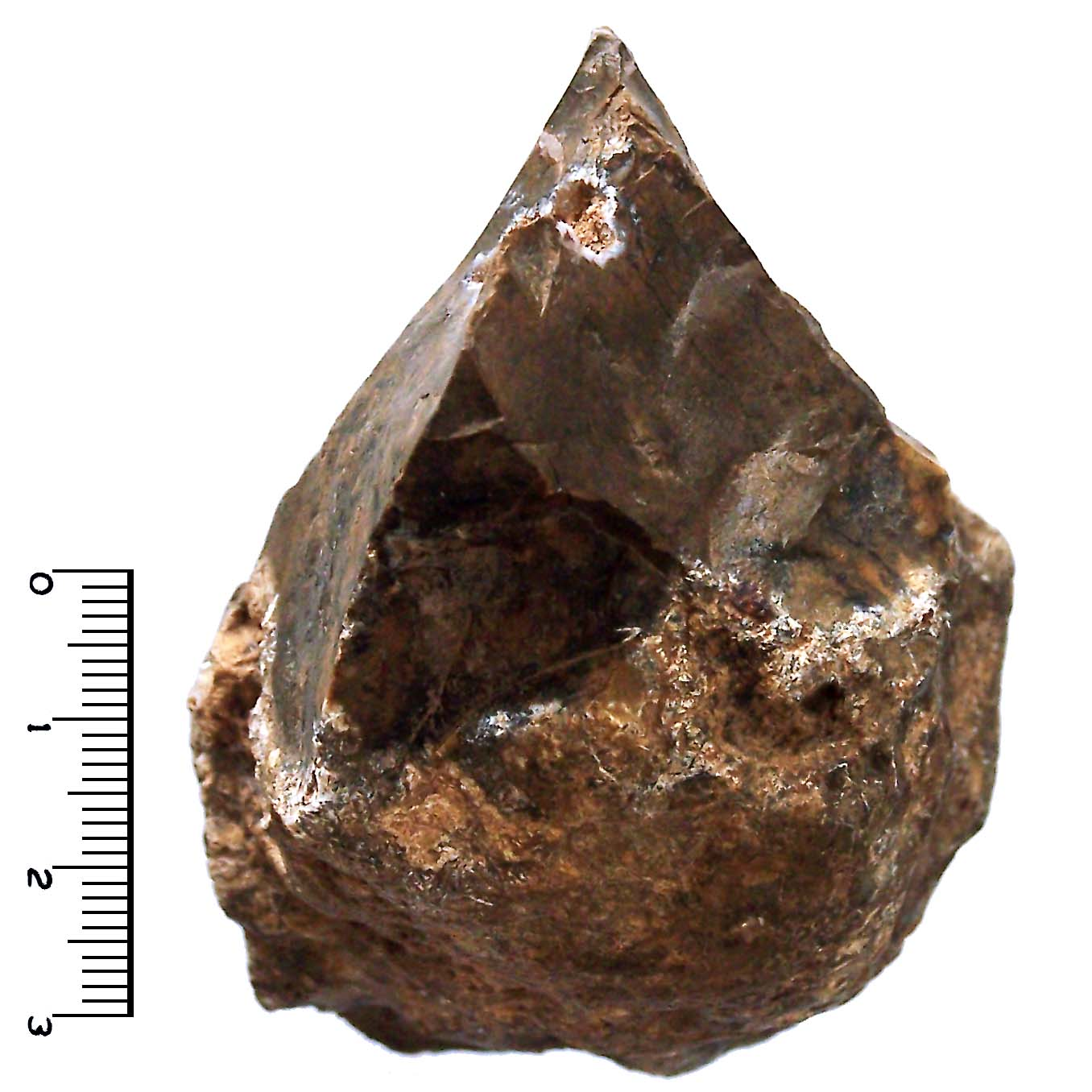
奧都萬傳統的砍砸器。

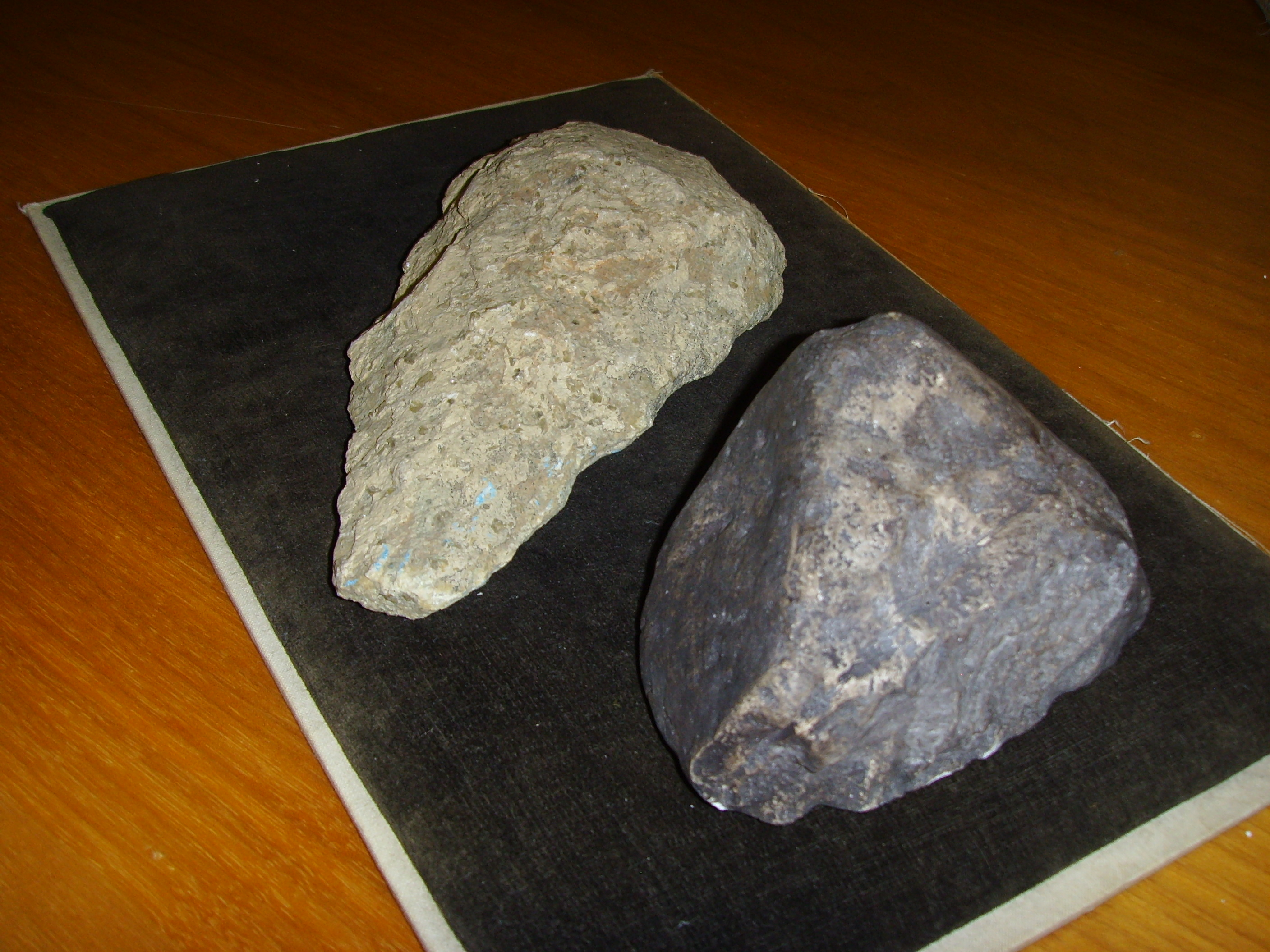
石器（奧都萬風格）德馬尼西古生物遺址（右，1.8mya，複製品），與更「現代」的阿舍利風格（左）相比較

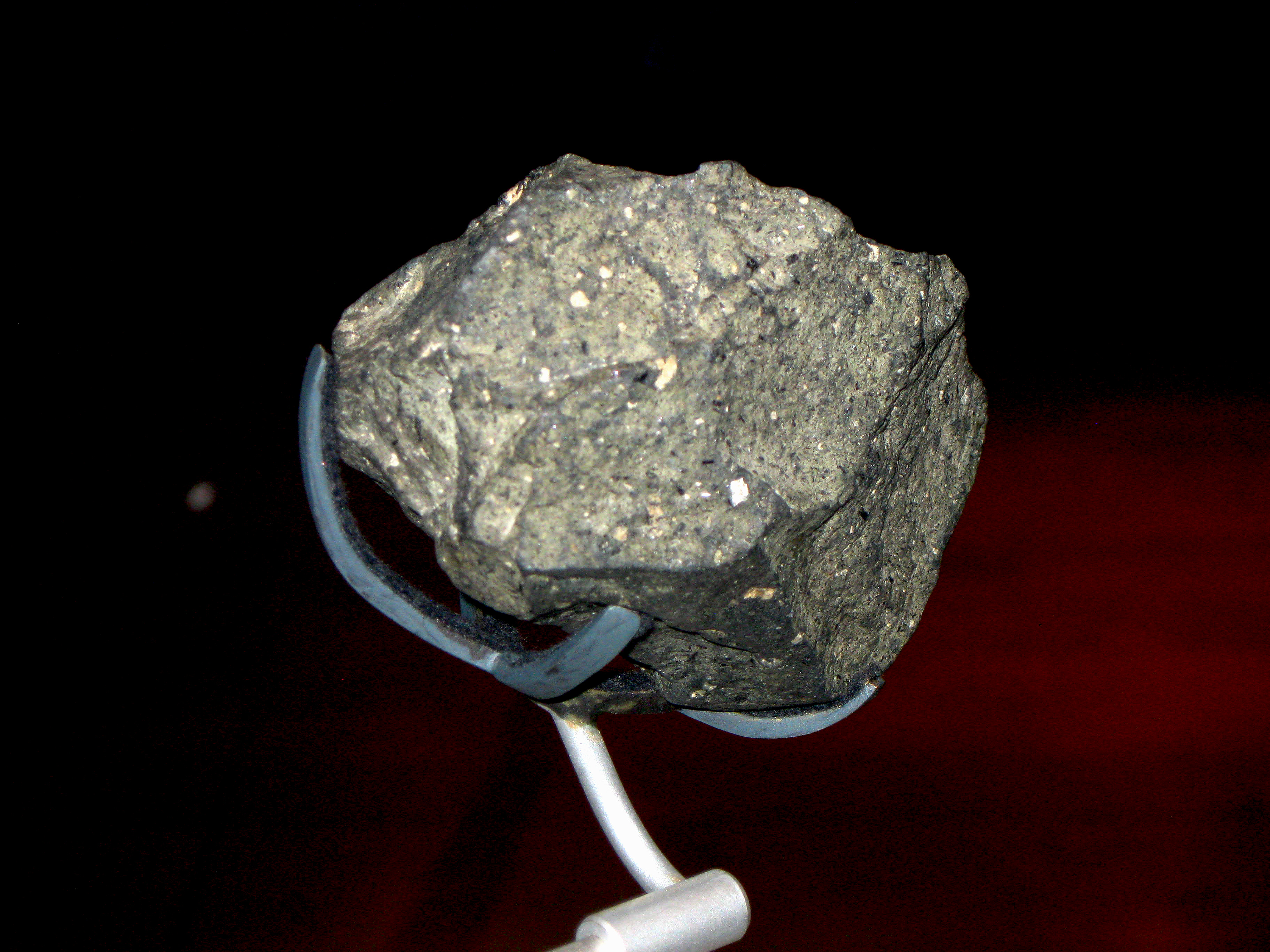
奧杜維峽谷出土的砍砸，已有180萬年曆史

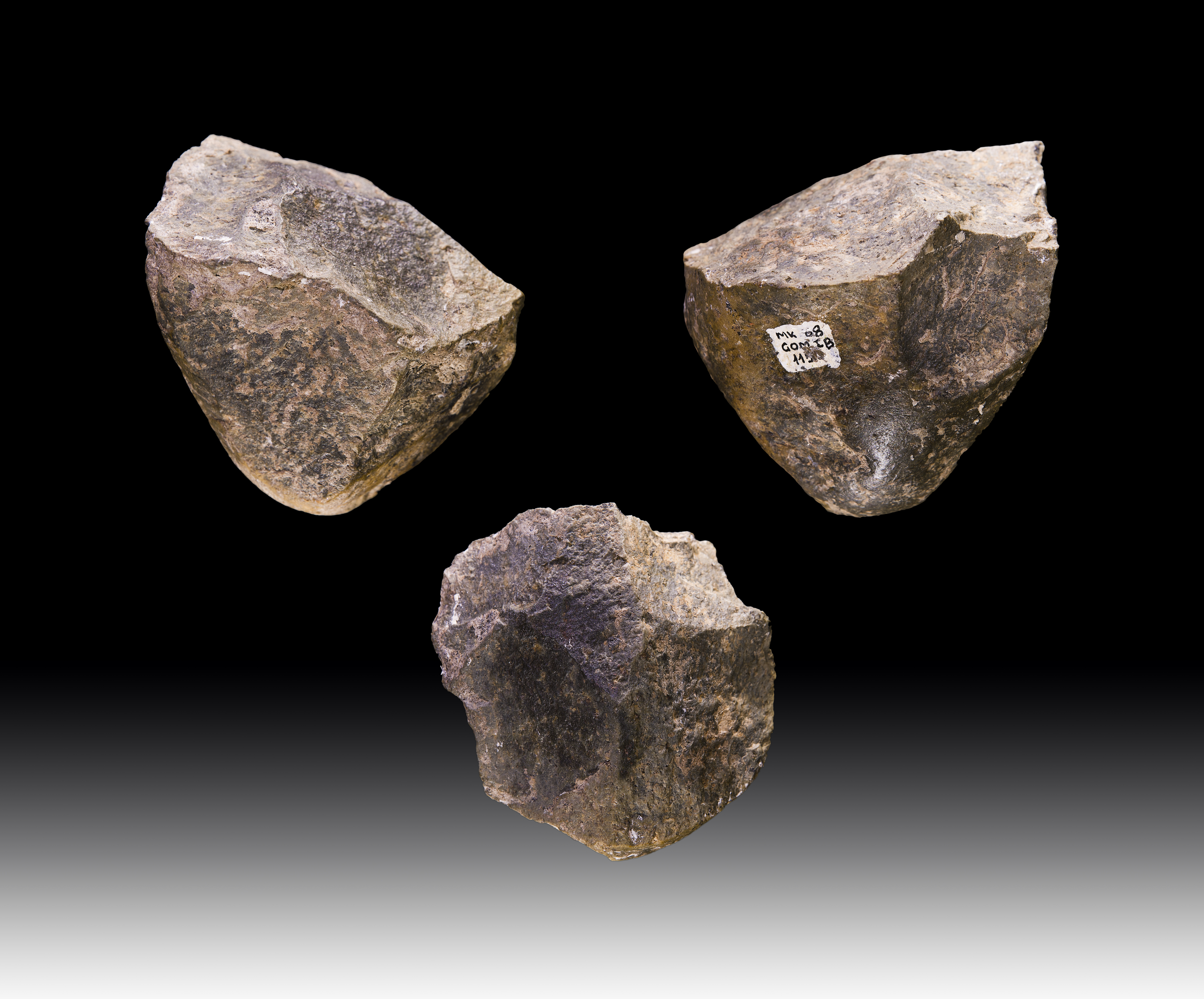
来自衣索比亞梅爾卡-康恰爾考古遺址 （Melka Kunture）可追溯到公元前170萬年的奧都萬砍砸器

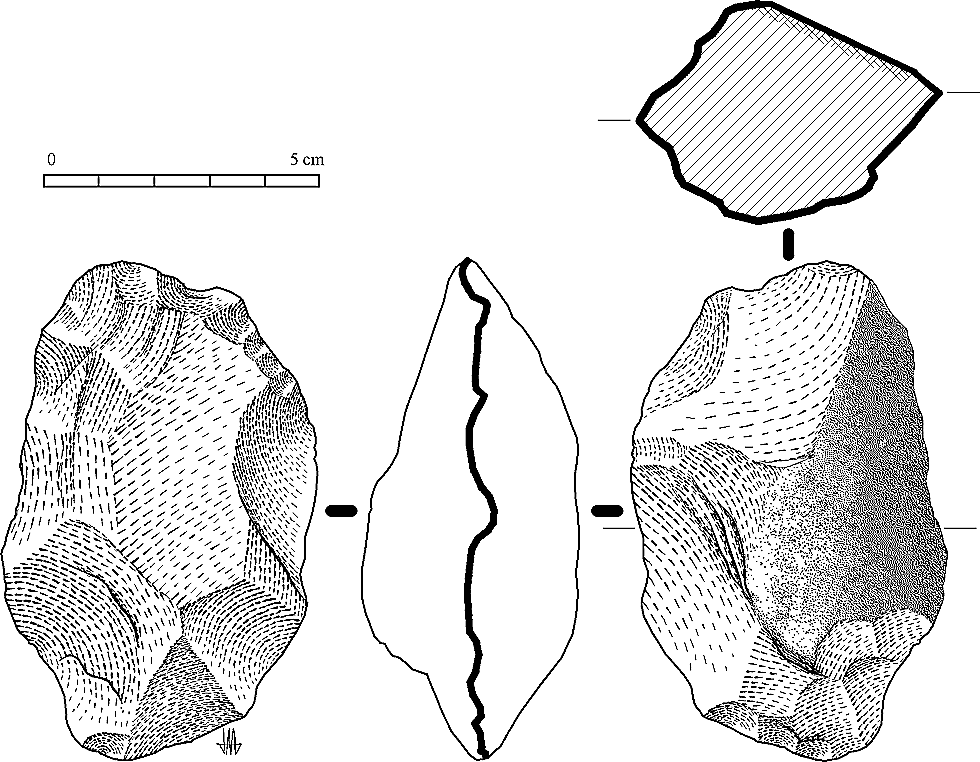
斗羅河（西班牙瓦拉多利德）第四紀河階出土的原始斧頭可追溯至奧都萬/阿貝維爾時期（舊石器時代）。

尼古拉斯·托斯（Nicholas Toth）的研究表明，對早期石器製造者而言，最重要的工具可能是從砍砸器和礫石工具取下的鋒利石片，而非砍砸器和礫石工具本身。

## 工具

### 形狀和用途
瑪麗·李奇將奧都萬工具分為重型、輕型、可利用的碎片（utilized pieces）和廢片（debitage）。重型工具主要是石核工具。砍砸器的一側帶有刀刃，如果刀刃是透過剝落石核的一個面而形成，就是單面的（unifacial），如果是剝落兩個面，那麼就是雙面的（bifacial）。盤狀工具（Discoid tools）則大致為圓形，有外圍刀刃。多面體工具（Polyhedral tools）的刀刃是多面體的形狀。此外，還有球狀的錘石。
輕型工具主要是石片工具。有刮削器、錐子（有用於鑽孔的尖端）和雕刻器（有用於雕刻的尖端），有些功能也是重型工具所擁有的。例如，重型刮削器。
可利用的碎片工具是指一開始只有一個目的，卻被偶然利用。
奧都萬工具可能有很多用途，這些用途是透過對現代類人猿和狩獵採集者的觀察發現的。例如有些石頭會作砧座之用，可透過錘石在砧座上敲裂堅果和骨頭。充滿破損和凹痕的石頭證明了這種用途的可能性。
重型工具可以作為用於木材加工的斧頭，砍砸器和大石片都可能被用於此目的。例如一旦將木材分離，就可以用刮削器刮干淨，或者用尖狀器將其挖空。透過觀察用於刮削木材的刀刃所特有的微觀變化，這種用途就可得到證明。奧都萬工具也可以用來準備皮革，獸皮必須透過劃破、刺穿和刮淨殘留物來進行切割，石片最適用於此目的。
勞倫斯·基利（Lawrence Keeley）追隨謝爾蓋·塞門諾夫（Sergei Semenov）的腳步，重新製造了工具，並依最初推測的用途來使用，接著對這些工具的刀刃進行微觀研究（使用高功率光學顯微鏡）。他發現這些使用特徵的痕跡與史前工具的痕跡相符。用電子顯微鏡研究骨頭上的切割痕跡也得出類似的結果。

## 遺址
完整的奧都萬遺址一覽表無法在此處列出。一些較知名的遺址包括：
 

## 笔记
1. ↑  The Oldowan is classically considered the oldest industry of the Lower Paleolithic. 
The postulate of an even earlier, possibly pre-human (australopithecine) "Lomekwian" industry is due to
Harmand, S.;  et al. . Nature. 2015, 521 (7552): 310–315. Bibcode:2015Natur.521..310H. PMID 25993961. S2CID 1207285. doi:10.1038/nature14464.
2. ↑  . anthromuseum.missouri.edu.   [2021-06-21]. 原始内容存档于2021-05-07.
3. ↑  Semaw, Sileshi; Rogers, Michael J.; Simpson, Scott W.; Levin, Naomi E.; Quade, Jay; Dunbar, Nelia; McIntosh, William C.; Cáceres, Isabel; Stinchcomb, Gary E. . Science Advances. 4 March 2020, 6 (10): eaaw4694. Bibcode:2020SciA....6.4694S. PMC 7056306 . PMID 32181331. doi:10.1126/sciadv.aaw4694.
4. ↑  . Oxford University Press.   [30 October 2020]. （原始内容存档于2021-04-20）.
5. ↑  Clark, J. G. D. . Cambridge: Cambridge University Press. 1969.
6. ↑  Clark, J.; de Heinzelin, J.; Schick, K.; Hart, W.; White, T.; WoldeGabriel, G.; Walter, R.; Suwa, G.; Asfaw, B.;  et al. . Science. 1994, 264 (5167): 1907–1909. Bibcode:1994Sci...264.1907C. PMID 8009220. doi:10.1126/science.8009220.
7. ↑  Leakey, Mary. . Human Origins. 1971: 431–460.
8. ↑  Isaac, G. Ll., Harris, J. W. K. & Marshall, F. 1981.
9. ↑  Napier, J. . Nature. November 1962, 196 (4853): 409–411. Bibcode:1962Natur.196..409N. doi:10.1038/196409a0.
10. ↑  De Heinzelin, J; Clark, JD; White, T; Hart, W; Renne, P; Woldegabriel, G; Beyene, Y; Vrba, E. . Science. 1999, 284 (5414): 625–9. Bibcode:1999Sci...284..625D. PMID 10213682. doi:10.1126/science.284.5414.625.
11. ↑  Richards, M. P. . European Journal of Clinical Nutrition. December 2002, 56 (12): 1270–1278. ISSN 1476-5640. PMID 12494313. doi:10.1038/sj.ejcn.1601646 （英语）.
12. ↑  Toth, Nicholas. . Journal of Archaeological Science. March 1985, 12 (2): 101–120. doi:10.1016/0305-4403(85)90056-1.
13. ↑  Toth, Nicholas. . Scientific American. April 1987, 256 (4): 112–121. ISSN 0036-8733. doi:10.1038/scientificamerican0487-112.
14. ↑  Toth, Nicholas; Clark, Desmond; Ligabue, Giancarlo. . Scientific American. July 1992, 267 (1): 88–93. ISSN 0036-8733. doi:10.1038/scientificamerican0792-88.
15. ↑  Toth, Nicholas; Schick, Kathy D.; Savage-Rumbaugh, E.Sue; Sevcik, Rose A.; Rumbaugh, Duane M. . Journal of Archaeological Science. January 1993, 20 (1): 81–91. doi:10.1006/jasc.1993.1006.
16. ↑  There is a good online summary of Mary's classification on Effland's site for Anthropology ASB22 （页面存档备份，存于） at Mesa Community College in Arizona, apparently written by Effland.

## 资料来源
- Braidwood, Robert J., Prehistoric Men, many editions.
- Domínguez-Rodrigo, M.; Pickering, T. R.; Semaw, S.; Rogers, M. J. . Journal of Human Evolution. 2005, 48 (2): 109–121. PMID 15701526. doi:10.1016/j.jhevol.2004.09.004.
- Edey, Maitland A., The Missing Link, Time-Life Books, 1972.
- Schick, Kathy D.; Toth, Nicholas, Making Silent Stones Speak', Simon & Schuster, 1993, ISBN 0-671-69371-9
- Semaw, Sileshi. . Journal of Archaeological Science. 2000, 27 (12): 1197–1214  [2021-04-18]. doi:10.1006/jasc.1999.0592. （原始内容存档于2020-07-28）.
- Isaac, Glynn and Harris, JWK The Scatter between the Patches 1975
- Isaac, Glynn. . Scientific American. 1978, 238 (4): 90–108. Bibcode:1978SciAm.238d..90I. PMID 418504. doi:10.1038/scientificamerican0478-90.
- Binford, Lewis (1987)  Searching for Camps and Missing the Evidence: Another Look at the Lower Paleolithic
- Toth, Nicholas (1985) The Oldowan reassessed: a close look at early stone artifacts Journal of Archaeological Science
- Susman, Randall L, Journal of Anthropological Research, Vol. 47, No. 2, A Quarter Century of Paleoanthropology: Views from the U.S.A. (Summer, 1991), pp. 129–151